# یانگ یونگ-جا
یانگ یونگ-جا (انگلیسی: Yang Young-ja؛ زادهٔ ۶ ژوئیهٔ ۱۹۶۴) یک بازیکن تنیس روی میز اهل کره جنوبی است.
از افتخارات وی می‌توان به کسب مدال طلا تنیس روی میز دو نفره در بازی‌های المپیک تابستانی ۱۹۸۸ اشاره کرد.